# Wilwerwiltz
Wilwerwiltz (en luxemburguès: Wëlwerwolz; en alemany: Wilwerwiltz) és una vila de la comuna de Kiischpelt situada al districte de Diekirch del cantó de Wiltz. Està a uns 43 km de distància de la ciutat de Luxemburg.

## Història
Wilwerwiltz va ser un municipi independent fins que es va fusionar l'1 de gener de 2006 amb l'antiga comuna de Kautenbach. Avui dia és el centre administratiu de la nova ciutat de Kiischpelt.
La localitat és travessada pel riu Clerve, un afluent de la part dreta del riu Wiltz. Es troba una altitud de 300 metres.